# Fiodor Dubkowiecki
Fiodor Iwanowicz Dubkowiecki (ros. Фёдор Иванович Дубковецкий, ukr. Фе́дір Іва́нович Дубкове́цький, ur. 20 kwietnia?/2 maja 1894 w Zarożanach, zm. 6 marca 1960 w Talnem) – przewodniczący kołchozu, dwukrotny Bohater Pracy Socjalistycznej (1951 i 1958).

## Życiorys
Pracował na roli i w cukrowni, brał udział w I wojnie światowej. W 1917 wstąpił do Czerwonej Gwardii i uczestniczył w wojnie domowej w Rosji. Do 1922 służył w Armii Czerwonej, po demobilizacji przybył do obwodu czerkaskiego i 7 listopada 1922 założył komunę rolniczą "Wulik i Bdżoła" - pierwsze w powiecie humańskim kolektywne gospodarstwo rolne, i został jego przewodniczącym. Później kołchoz ten został przemianowany na "Zdobutok Żowtnia" i brał udział we Wszechzwiązkowej Wystawie Rolniczej i został nagrodzony dyplomem, a szereg pracowników, w tym Dubkowiecki, odznaczeni medalami. W latach 1941–1944 powiat humański był okupowany przez Niemców, po powrocie na ten teren władzy radzieckiej Dubkowiecki na nowo objął przewodnictwo kołchozu, które sprawował do końca życia. Od 1926 należał do WKP(b), od 25 lutego 1956 do śmierci był członkiem Centralnej Komisji Rewizyjnej KPZR. Był również deputowanym do Rady Najwyższej ZSRR I, III i IV kadencji.

## Odznaczenia
- Medal Sierp i Młot Bohatera Pracy Socjalistycznej (dwukrotnie – 18 maja 1951 i 26 lutego 1958)
- Order Lenina (dwukrotnie – 23 stycznia 1948 i 18 maja 1951)

I medale.